# Eastern Isles
Die Eastern Isles sind eine unbewohnte Inselgruppe im Osten der Scilly-Inseln in Cornwall. Die 12 unbewohnten Felseninseln liegen südlich von St. Martin’s und nordwestlich von St Mary’s. Bronzezeitliche Kammergräber und Mauerreste aus der römisch-britischen Zeit weisen auf eine frühe Besiedlung hin. Die im Karbon entstandenen Eastern Isles sind Teil des Isles of Scilly Wildlife Trust und seit 1971 durch den Site of Special Scientific Interest (SSSI) aufgrund der hier heimischen seltenen Seevögel-Kolonien und Pflanzenarten geschützt. 
Zu den Eastern Isles gehören:
- English Island
- Great Ganilly
- Great Ganinick und Little Ganinick
- Great Innisvouls und Little Innisvouls
- Great, Middle und Little Arthur
- Guther’s
- Hanjagu
- Little Ganilly
- Menawethan
- Nornour über einen Tombolo mit Great Ganinickverbunden
- Ragged Island

## Flora und Fauna
Auf den von Grünland, Heide und Granitfelsen geprägten Inseln sind mehr als einhundert Arten heimisch. So finden sich unter anderem Adlerfarn, Besenheide, Brombeeren, Gewöhnliche Goldrute, Graue Heide, Land-Reitgras, Mandelblättrige Wolfsmilch, Stechender Mäusedorn und verschiedene Grassorten. Außerdem finden sich an einigen Stellen Reste von Primärwald.
Zudem sind Kaninchen, Kegelrobben, Ratten, Seevögel und Mäusearten auf den Eastern Isles heimisch.